# لوني فورد
لوني فورد (بالإنجليزية: Lonnie Ford)‏ هو لاعب كرة قدم أمريكية أمريكي، ولد في 21 فبراير 1979.